# Castillo de Kladno
El Castillo de Kladno es uno de los edificios más antiguos de la ciudad checa de Kladno, es uno de los pocos monumentos realmente históricos. Además cumple la función de la institución artística y cultural. 

## Historia
El pequeño castillo (o palacio) barroco se encuentra en la calle Zádušní en lugar del antiguo castillo de los Žďárský de Žďár, la dinastía caballeresca que poseyó la ciudad desde 1543 hasta 1701. Durante los años 1738 – 1740, en la época del abad Benno Löbl, se realizó la reconstrucción del castillo según el proyecto de Kilián Ignác Dientzenhofer. En la forma anterior se conservó solo la capilla de San Lorenzo, decorada con los murales de Jan Karel Kovář, que se encuentra en el primer piso. De todos los objetos que formaban parte del castillo se conservaron hasta hoy el granero, el pajar, la caballeriza y el jardín.

## Capilla de San Lorenzo
La capilla abacial elíptica se encuentra en la primera planta de la parte sudoeste del castillo. Fue decorada por el muralista Jan Karel Kovář, escultor Karel Josef Hiernl y ebanista Johann Sichtmüller. Su construcción fue terminada en el año 1740, y en el año 1998 fueron renovados los murales por los pintores académicos Michal Tomek, Jaroslav Alt, Tomáš Skořepa y Jiří Mašek. Desde el año 2011 es posible realizar las ceremonias de bodas en la capilla.

## El jardín del castillo
El jardín del Castillo de Kladno es uno de los lugares más interesantes en Kladno. Entre los años 2000 y 2004 se realizó la reconstrucción del jardín y como primero fue construido el osario donde actualmente viven dos osas. En la parte central del jardín se encuentra la zona de relajación con el pavimento decorativo en forma del tablero. En el lugar del antiguo pozo fue colocada la fontana en forma de una gran bola de la piedra.
El jardín es un lugar popular y preferido para la realización de las ceremonias de bodas, conciertos, espectáculos de teatro y otras actividades culturales. 
El osario forma, desde el año 2001, una parte atractiva del jardín. Viven allí dos osas, Marta y Míša, que dejó un circo ucránico en la ciudad Moravské Budějovice en año 2001. Durante la construcción del osario fueron descubiertos los cimientos de un edificio probablemente gótico.

## Galería del castillo
La galería es una parte inseparable del castillo, donde se organizan las exposiciones de artes plásticas. Ocasionalmente, tienen lugar allí también los conciertos de la música clásica, conferencias, recitales o varios talleres de artes plásticas. 

## Galería de la mina
En año 1974 fue construido el modelo del lugar de trabajo de minería en el subterráneo debajo del castillo. Los visitantes pueden ver allí la presentación de la evolución de las técnicas de minería en el área de Kladno. En la galería encontramos también la fotodocumentación de la historia de las minas en Kladno. En año 2009 fue puesta en marcha la sonorización real de esta mina simulada, de esa manera, los visitantes se sienten como si se encontraran en la mina real.
- Datos: Q20013923